# الشقب (قطر)
الشقب مركز فروسية قطري متطور تابع لمؤسسة قطر، يمتاز بوجود فنون الفروسية التي اشتهرت بها دولة قطر. انضم مركز الشقب الذي افتتحه الشيخ حمد بن خليفة آل ثاني في عام 1992 إلى مؤسسة قطر في عام 2004. والشقب اسم حي من أحياء مدينة الدوحة في دولة قطر، ويشتهر بميادين سباق الخيول وبالمشاركات المحلية والعربية والدولية في ذلك، ويتوفر فيها عدد كافي من المساكن المأهولة بالسكان المحليين، ومع توفر جميع الخدمات المطلوبة.

## الرؤية
الاستمرار في إحياء تراث قطر من خلال جعل الجواد العربي مصدراً رئيسياً للمهتمين بالفروسية والعامة، مع الأخذ بعين الاعتبار توفير تجربة تعليمية وتفاعلية للأسرة.

## الرسالة
يهدف الشقب إلي ترأس مركزاً ريادياً في عملية المحافظة وتحسين وتعزيز سلالة الخيل العربية الأصيلة وتوفيرها للمجتمع، ووضع منظومة من أعلى المعايير والأسس في عملية الإنتاج، وعروض الجمال وفنون الفروسية والرعاية الاجتماعية للخيل.

## لمحة تاريخية
- أصبح الشقب عضوا في مؤسسة قطر عام 2004 تحت رعاية وقيادة الشيخ محمد بن حمد بن خليفة آل ثاني، رئيس مجلس إدارة الشقب، بهدف تحقيق أفضل المستويات في مجال استيلاد وإنتاج الخيل العربية واصطفاء أجملها للعرض في المسابقات العالمية، بالإضافة إلى توفير فرص تعليمية مبتكرة وتنافسية في جميع فنون الفروسية.
- انطلاقاً من ثلاثة مبادئ جوهرية – التميز، والتعليم، والتراث – باشر الشقب عام 2006 في تنفيذ خطه توسعية لتحقيق رؤيته الإستراتيجية بالارتقاء بمهارات ركوب وإنتاج الخيل عن طريق بناء مركز فروسية متخصص على أحدث طراز.
- تمكن بعدها بفترة قصيرة من الفوز بالبطولات الدولية في مسابقات جمال الخيل وقوة التحمل بواسطة مجموعة من الخيل العربية المميزة، ويمثل مربط الشقب اليوم أحد المنشآت الرائدة في مجال التناسل في العالم وتظل الشقب هي المزرعة الوحيدة التي أنتجت ثلاثة أبطال عالميين جميعهم ولدوا في قطر. بقي الشقب لسنوات عديدة الوجهة المقصودة لزوار مدينة الدوحة.

## وصلات خارجية
- الموقع الرسمي للمركز.

- http://www.qf.org.qa/